# BoyNextDoor
BoyNextDoor (hangeul : 보이넥스트도어, stylisé BOYNEXTDOOR) est un boys band sud-coréen de K-pop, originaire de Séoul. Formé par KOZ Entertainment en 2023, il est le premier boys band crée par Zico fondateur de KOZ Entertainment, ainsi que le premier boys band K-pop créé par le producteur japonais d'AKB48 (groupe féminin J-Pop populaire à l'effectif changeant, tout comme ces groupes sœur, Nogizaka46 et bien d'autres encore), Yasushi Akimoto. Il est composé de six membres : Sungho, Riwoo, Jaehyun, Taesan, Leehan et Woonhak. Ils débutent le 30 mai 2023 avec le single Who!

## Nom
BoyNextDoor signifiant littéralement « Garçon d’à côté » est un boys band amical et accessible aux chansons portant sur leur expérience de la vie quotidienne auquel tous peuvent s’identifier.

## Histoire

### Origines et débuts (2023)
Le 28 février 2023, KOZ Entertainment annonce qu’elle fera débuter un groupe de garçon en mai. Le 17 avril 2023, l’agence a révélé diverses informations sur leur nouveau boys band dans un teaser sur YouTube. On y retrouve le logo, le nom et les réseaux sociaux du groupe. On apprend ainsi qu’il débutera le 30 mai 2023 sous le nom de BoyNextDoor,,. 
À partir du 11 mai 2023, l'agence met en ligne une série de vidéo teaser et concept sur les plateformes de médias sociaux du groupe présentant les différents membres et les différents titres de le single Who!. Il y aura donc trois titres : But I Like You, One and Only et Serenade ainsi que six membres : Sungho, Riwoo, Jaehyun, Taesan, Leehan et Woonhak. Une semaine avant leur début officiel, le groupe sort le MV de But I Like You le 23 mai et celui de One and Only le 26 mai sur la chaine YouTube Hybe Labels. Le 30 mai 2023, BoyNextDoor fait officiellement ses débuts avec le MV Serenade, troisième piste de leur singles  Who!,.
Zico, PDG de KOZ Entertainment, est crédité comme parolier et producteur de One and Only. Les chansons One and Only et Serenade sont coproduites par Pop Time, collaborateur de Zico. Les membres Jaehyun, Taesan et Woonhak sont crédités en tant qu’auteurs-compositeurs sur But I Like You et Serenade, Le 13 juillet 2023, l'agence annonce qu'un comeback est prévu pour septembre 2023.

### Débuts japonais et19.99(depuis 2024)

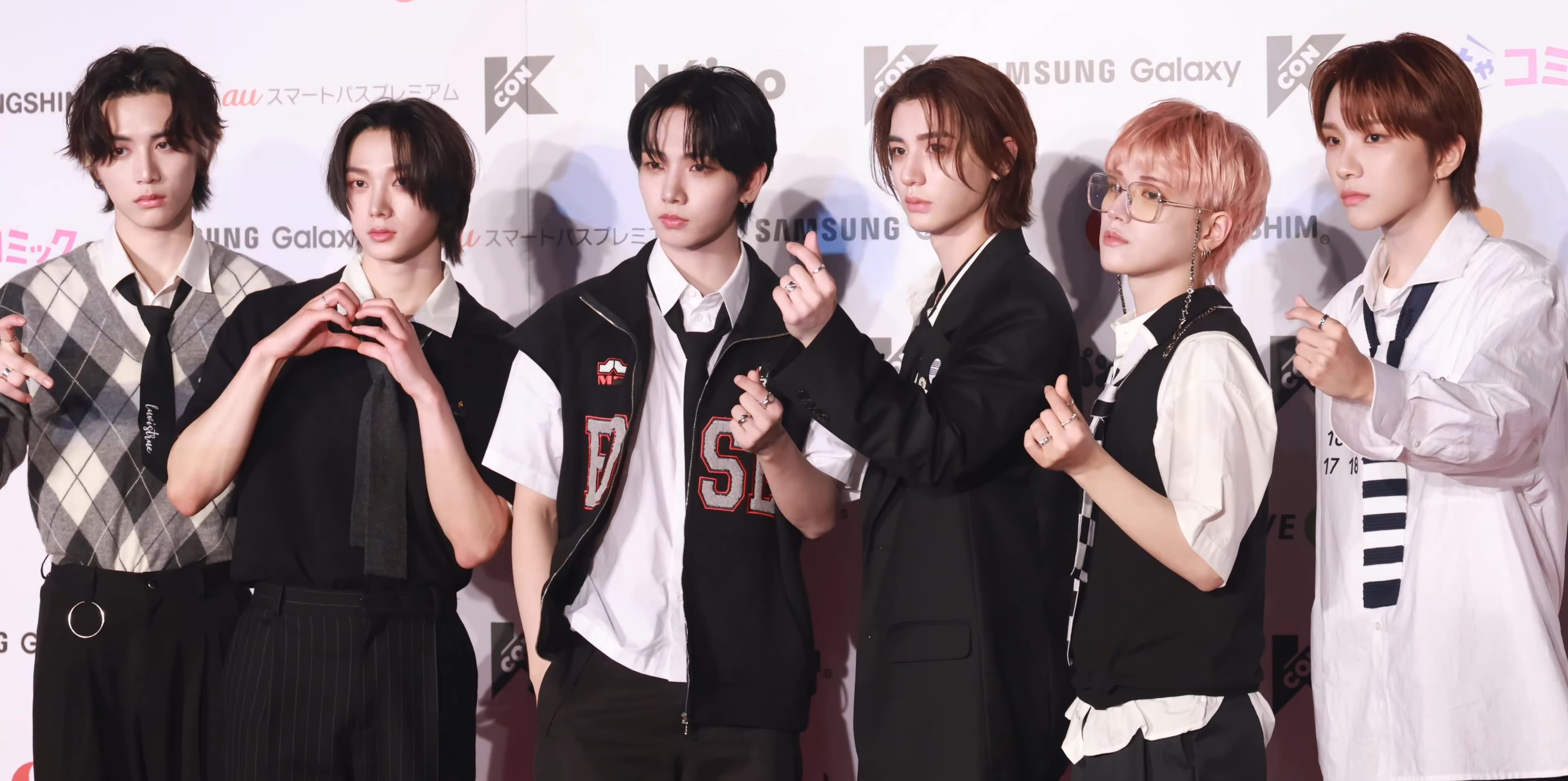
BoyNextDoor au KCON, en mai 2024.

Le 10 juillet 2024, BoyNextDoor fait ses débuts au Japon avec le maxi-single And, qui comprend des réenregistrements japonais des précédents singles du groupe et la chanson en japonais Good Day,. Le single connaît un succès commercial, entrant dans le classement quotidien des singles de l'Oricon Chart daté du 10 juillet, marquant le troisième single no 1 du groupe dans le classement. Le groupe est représenté dans une exposition K-pop au Grammy Museum de Los Angeles, en Californie, aux côtés de 78 autres artistes sous Hybe et ses sous-labels, du 2 août au 15 septembre,.
Le 24 juillet 2024, The Chosun Ilbo rapporte que BoyNextDoor finalisait un nouvel album, dont la sortie était prévue en septembre. Le 12 août 2024, KOZ révèle le titre de leur troisième EP 19.99, sorti plus tard le 9 septembre. 19.99 est soutenu par deux singles - Dangerous, sorti le 2 septembre, et le titre Nice Guy, sorti en même temps que l'EP. Le 25 octobre, l'EP dépasse le million d'exemplaires en ventes cumulées d'après les statistiques de YG Plus. Le 31 octobre 2024, BoyNextDoor publie une reprise de It's Beginning to Look a Lot Like Christmas en exclusivité sur Apple Music.
En soutien à leurs quatre premières sorties, BoyNextDoor entame sa première tournée mondiale, le Knock On Vol.1 Tour, en commençant par deux concerts à l'Inspire Arena d'Incheon en décembre 2024. Pendant la tournée, le groupe sort son premier single numérique If I Say, I Love You, le 6 janvier 2025.

## Membres
| Nom de scène | Nom de scène | Nom de naissance | Nom de naissance | Date de naissance | Nationalité  | Positions,                                                             |
| Romanisé     | Coréen       | Romanisé         | Coréen           | Date de naissance | Nationalité  | Positions,                                                             |
| ------------ | ------------ | ---------------- | ---------------- | ----------------- | ------------ | ---------------------------------------------------------------------- |
| Sungho       | 성호         | Park Sung-ho     | 박성호           | 4 septembre 2003  | Sud-coréenne | Chant principal, danse, hyung[Quoi ?]                                  |
| Riwoo        | 리우         | Lee Sang-hyeok   | 이상혁           | 22 octobre 2003   | Sud-coréenne | Chanteur et danseur principal                                          |
| Jaehyun      | 재현         | Myung Jae-hyun   | 명재현           | 4 décembre 2003   | Sud-coréenne | Leader, paroles, rap principal, chant, danse, visuel, centre du groupe |
| Taesan       | 태산         | Han Dong-min     | 한동민           | 10 août 2004      | Sud-coréenne | Chant, rap, danse, paroles visuel                                      |
| Leehan       | 이한         | Kim Dong-hyun    | 김동현           | 20 octobre 2004   | Sud-coréenne | Chant, danse, visuel                                                   |
| Woonhak      | 운학         | Kim Wun-hak      | 김운학           | 29 novembre 2006  | Sud-coréenne | Chant, danse, paroles, maknae,visuel (le plus jeune)                   |

## Discographie

### Albums studio
- 2024 : HOW
- 2024 : 19.99
- 2025 : No Genre

### EP
- 2023 : Why

### Singles
- 2023 : Who!
- 2023 : Fadeaway (de Garbage Time)
- 2024 : Lucky Charm (Miss Night and Day Original Television Soundtrack Pt. 3)
- 2024 : Dangerous
- 2024 : Earth, Wind and Fire (Japanese ver.) (Japon)
- 2024 : And (Japon)

## Distinctions

### Émissions
- 12 septembre 2023 : 1re place dans The Show avec But Sometimes
- 20 septembre 2024 : 1re place dans Music Bank avec Nice guy

### K Global Heart Dream Awards
- 10 août 2023 : K Global Super Rookie Award

### The Fact Music Awards
- 10 octobre 2023 : TMA Hottest

### MelOn Music Awards
- 2 décembre 2023 : MMA Global Rising Star

### Golden Disc Awards
- 6 janvier 2024 : Next Generation